# Kanaválie
Kanaválie (Canavalia) je rod rostlin z čeledi bobovité (Fabaceae). Jsou to povětšině popínavé nebo plazivé byliny rostoucí v počtu asi 50 druhů v tropech a subtropech celého světa. Některé druhy mají jedlé lusky a semena, jiné jsou pěstovány jako pokryvné rostliny, krmivo nebo zelené hnojení.

## Popis
Kanaválie jsou popínavé, plazivé nebo téměř vzpřímené byliny, výjimečně i vzpřímeně rostoucí polokeře (Canavalia ensiformis). Listy jsou střídavé, trojčetné, často velké, tenké nebo kožovité, s celokrajnými, nejčastěji vejčitými až téměř okrouhlými lístky a s drobnými opadavými palisty. Na rubu jsou listy obvykle chlupaté. Květenství jsou úžlabní, hroznovitá. Květy jsou fialové, růžové, purpurové nebo bělavé, často otočené o 180 stupňů spodkem nahoru (resupinátní). Kalich je zvonkovitý, dvoupyský, horní pysk je větší, uťatý až dvoulaločný, spodní pysk je menší, zakončený 3 drobnými zuby nebo celokrajný. Koruna je delší než kalich. Pavéza je velká, okrouhlá až široce obvejčitá, křídla jsou tenká, srpovitá, člunek je širší než křídla a kratší než pavéza, prohnutý a často zobanitý. Tyčinek je 10 a jsou jednobratré, případně je horní tyčinka na bázi volná a přirostlá k ostatním ve střední části. Semeník je přisedlý nebo krátce stopkatý, se zakřivenou čnělkou zakončenou drobnou bliznou a s mnoha vajíčky. Plodem jsou pukavé nebo řidčeji nepukavé protáhlé velké lusky obsahující asi 4 až 15 velkých semen. Lusky mohou být zdužnatělé nebo mezi semeny zaškrcované. Semena jsou nejčastěji červenohnědá, mírně až silně zploštělá.

## Rozšíření
Rod kanaválie zahrnuje celkem asi 50 až 60 druhů. Je rozšířen v tropech a subtropech celého světa. Druh Canavalia rosea, specializovaný na růst na plážích a mořském pobřeží, je rozšířen pantropicky na všech kontinentech.

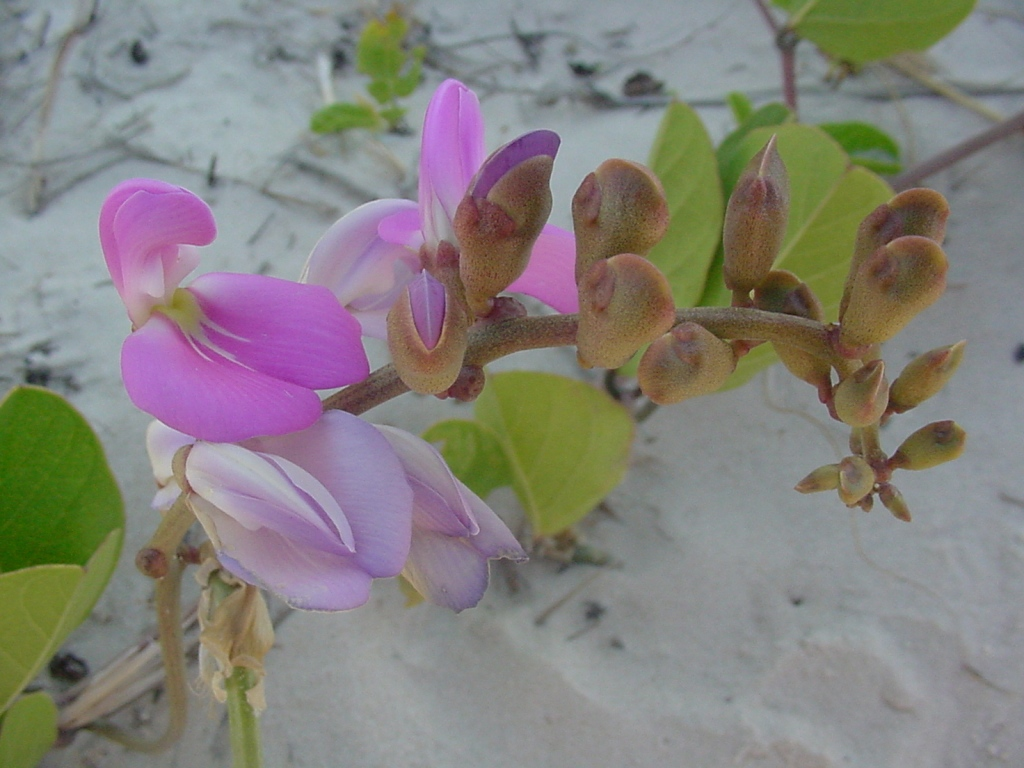
Canavalia rosea na mořské pláži
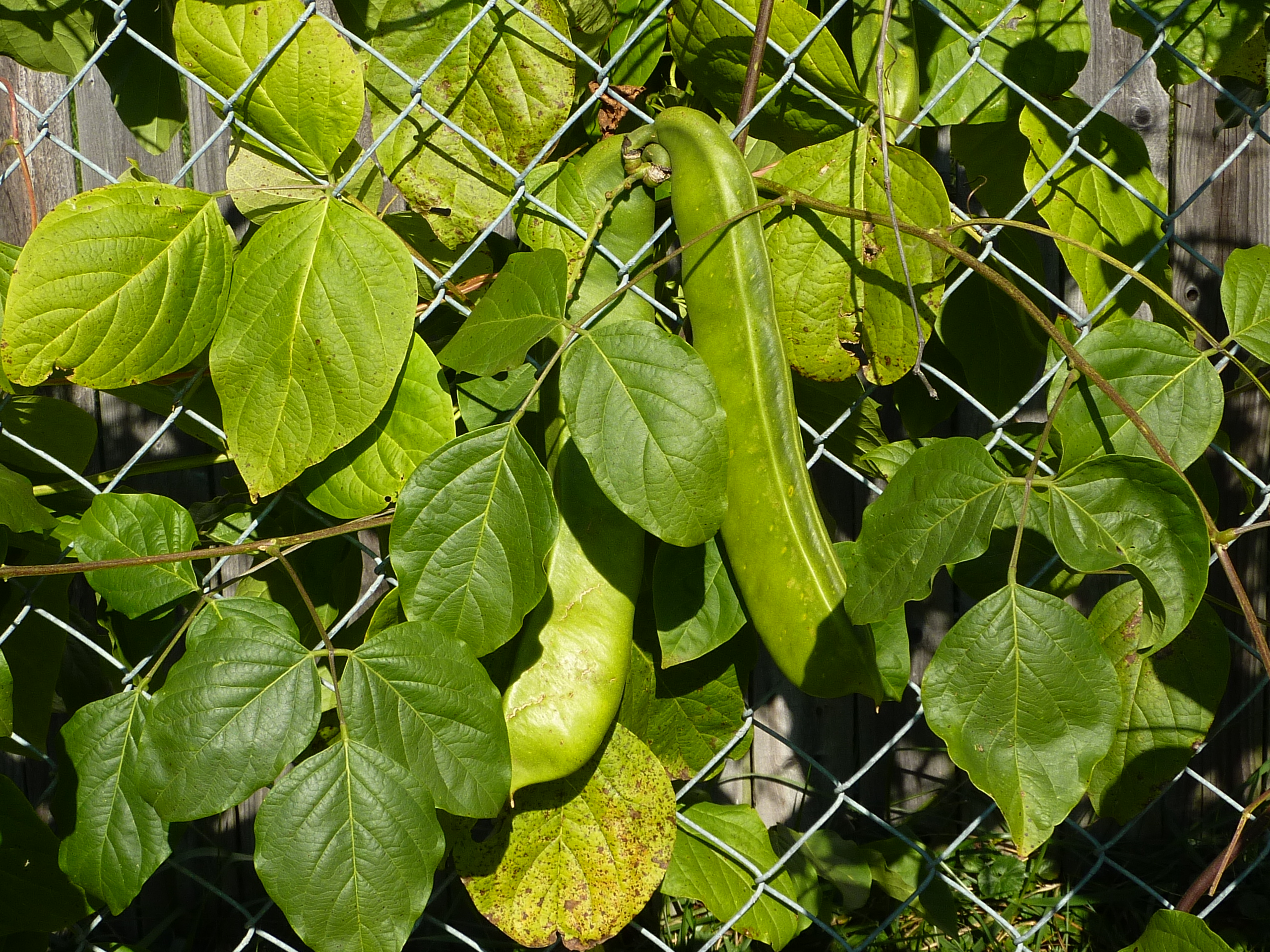
Pěstovaná Canavalia gladiata
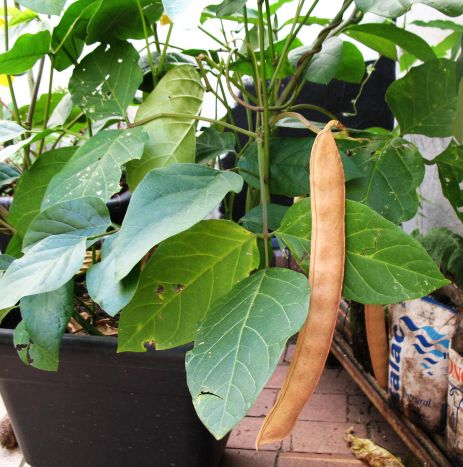
Pěstovaná Canavalia ensiformis
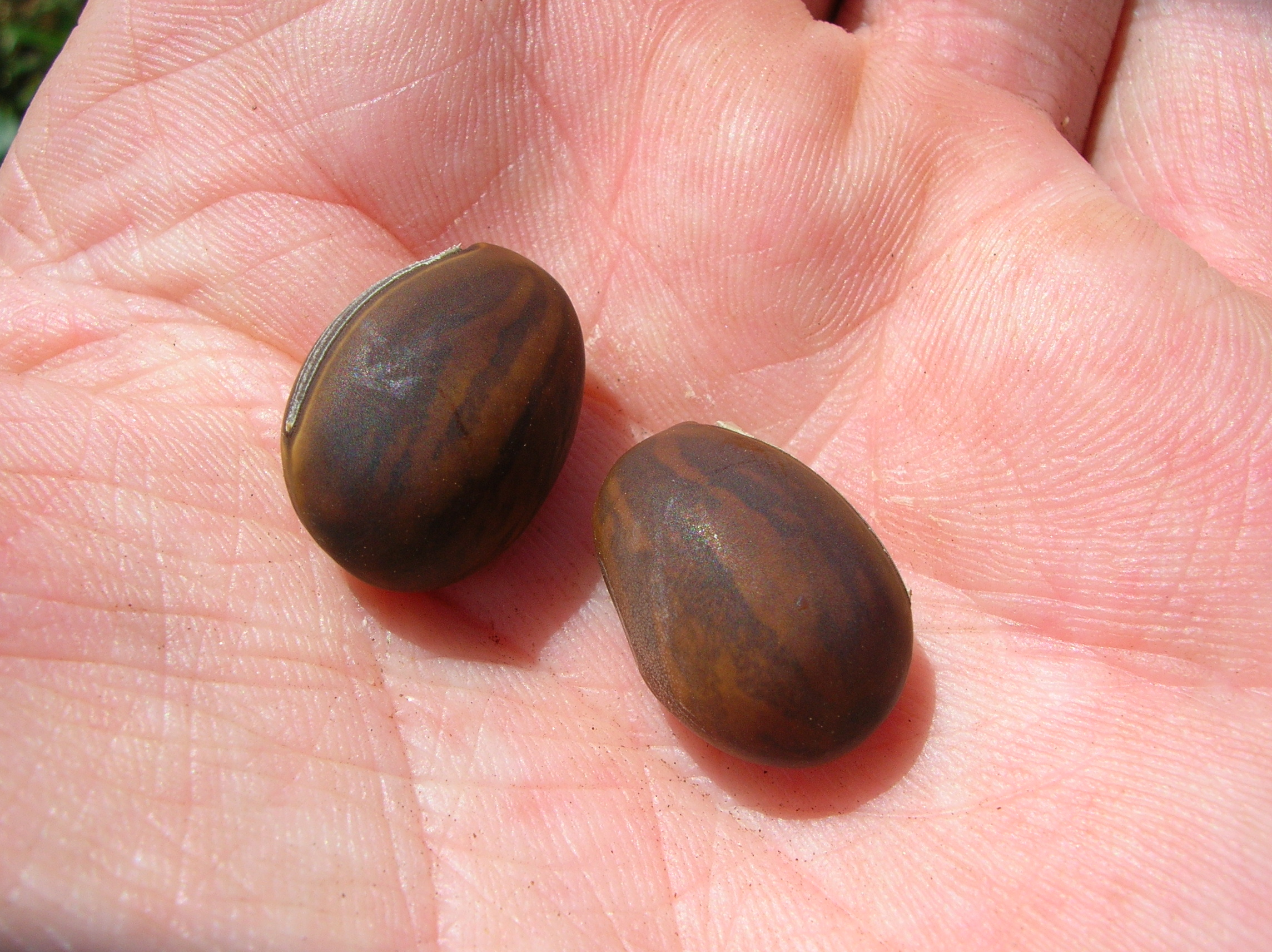
Semena Canavalia cathartica

## Ohrožené druhy
Tři druhy kanaválie z Havajských ostrovů (Canavalia molokaiensis, C. napaliensis a C. pubescens) a jeden z Nové Kaledonie (C. veillonii) jsou v Červeném seznamu ohrožených druhů IUCN vedeny jako kriticky ohrožené.

## Obsahové látky
V semenech kanaválie Canavalia ensiformis byla zjištěna neproteinová aminokyselina kanavanin. Z mouky ze semen tohoto druhu byl v roce 1926 izolován enzym ureáza, hydrolyzující močovinu na uhličitan amonný. Tento enzym je v současné medicíně používán na stanovení obsahu močoviny v moči i v krvi. Nejvyšší známý obsah ureázy v rostlinách byl zjištěn v druzích Canavalia ensiformis a C. obtusifolia. V semenech C. ensiformis je obsažen i konkanavalin A, hemaglutinin který byl testován z hlediska léčby rakoviny. Bylo totiž zjištěno, že způsobuje aglutinaci červených krvinek přednostně v rakovinných buňkách.

Kanavanin
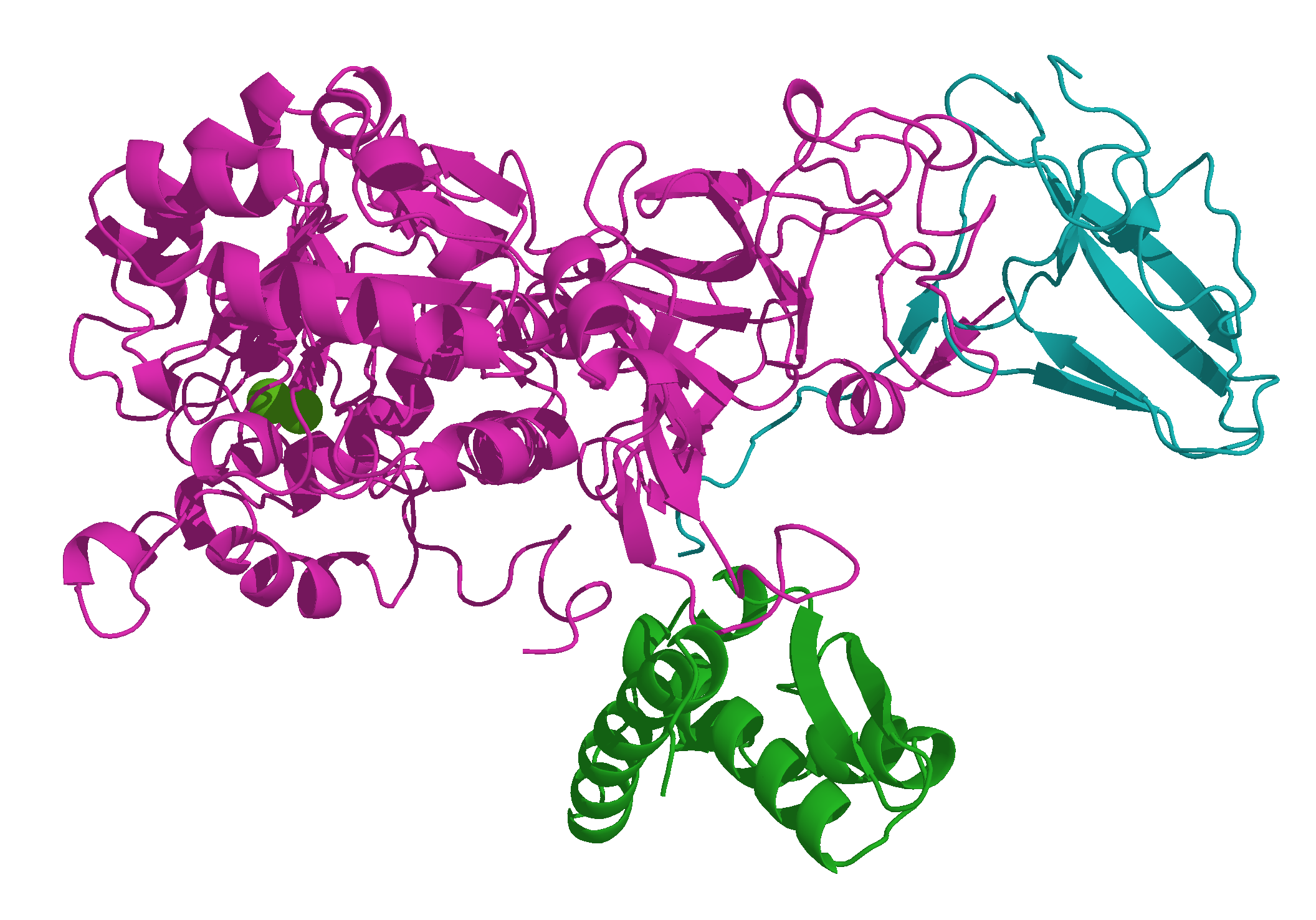
Struktura ureázy
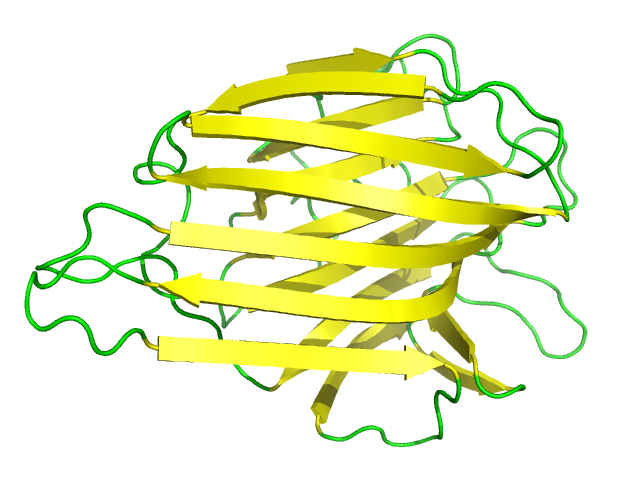
Struktura konkanavalinu A

## Význam
Všechny druhy kanaválií jsou dobré krycí rostliny a zlepšují půdu, kterou mj. obohacují dusíkem.
Kanaválie Canavalia ensiformis, pocházející z tropické Ameriky, je pěstována v tropech a subtropech po celém světě jako krmivo a zelené hnojení. Produkce zelené hmoty u tohoto druhu je ohromující, z Havaje je udáván výnos 34 až 43 tun zelených listů na hektar a 1420 kg semen na hektar. Mladé lusky a semena C. ensiformis jsou vařeny a používány jako zelenina. Tento druh má také využití v tradiční medicíně v Indii, v Latinské Americe i na Haiti.
Druh Canavalia gladiata je zejména v Indii pěstován pro jedlá semena a lusky. Tento druh není znám z divoké přírody, pouze z kultury.
Canavalia brasiliensis je občas pěstována jako krycí rostlina a v některých nížinných oblastech tropů se stala invazní rostlinou. Nápadné květy C. maritima i jiných druhů kanaválií jsou na ostrovech v Polynésii vázány do girland.